# Брошат, Мартин
Ма́ртин Броша́т (нем. Martin Broszat; 14 августа 1926 год, Лейпциг — 14 октября 1989, Мюнхен) — немецкий историк. Основное направление исследований Брошата — социальная история нацистской Германии и история антисемитизма в Германии.

## Биография
Мартин Брошат, сын почтового инспектора, в 1937—1944 годах обучался в лейпцигской гимназии имени королевы Каролы. Вступил в гитлерюгенд и НСДАП. В 1946 году поступил в Лейпцигский университет, где изучал историю, германистику и философию, в 1949 году продолжил образование в Кёльнском университете. В 1952 году защитил диссертацию на соискание докторской степени по теме «Антисемитское движение в вильгельмовской Германии».
В 1955 году поступил на работу в мюнхенский Институт современной истории на должность научного сотрудника. С 1960 года являлся редактором издания Vierteljahrshefte für Zeitgeschichte. В 1972 году возглавил Институт, которым руководил вплоть до своей смерти.
Мартин Брошат являлся почётным и приглашённым профессором Констанцского, Мюнхенского и Оксфордского университетов.

## Публикации
- Herausgeber, Einleitung und Kommentar zu Rudolf Höß: Kommandant in Auschwitz. Autobiographische Aufzeichnungen. dtv 2008 ISBN 978-3-423-30127-5
- Der Nationalsozialismus. Weltanschauung, Programm und Wirklichkeit, Deutsche Verlags-Anstalt, Stuttgart 1960.
- Nationalsozialistische Polenpolitik 1939—1945, 1961.
- Zweihundert Jahre deutsche Polenpolitik. Ehrenwirth, München 1963.
- Nationalsozialistische Konzentrationslager 1933—1945, in: Anatomie des SS-Staates, Band 2, 1965. S. 9-160.
- Der kroatische Ustascha-Staat, 1941—1945, 1966
- Der Staat Hitlers: Grundlegung und Entwicklung seiner inneren Verfassung, 1969.
- mit Elke Fröhlich u.a. (Hg.), Bayern in der NS-Zeit, 6 Bände. München/Wien 1977—1983.
- Die Machtergreifung. Der Aufstieg der NSDAP und die Zerstörung der Weimarer Republik, Deutscher Taschenbuch Verlag, München 1984, ISBN 3-423-04516-7.
- Nach Hitler. Der schwierige Umgang mit unserer Geschichte. Beiträge von Martin Broszat. Oldenbourg, München 1986, ISBN 3-486-53882-9.
- Тысячелетний рейх : [триумф НСДАП и рождение империи]. — М. : Яуза : Эксмо, 2004. — 349, [1] с. — (Империя III рейх). — ISBN 5-699-08157-7
- Закат тысячелетнего рейха. — М. : Яуза : Эксмо, 2005. — 286, [1] с. — (Империя III рейх). — ISBN 5-699-09510-1